# Полиция Майами
Поли́ция Майа́ми (англ. Miami Vice) — американский телесериал о двух полицейских, работающих в Майами под прикрытием. В главных ролях снялись Дон Джонсон и Филипп Майкл Томас. Всего вышло пять сезонов, они были показаны по NBC в 1984—1990 годах.
Исполнительный продюсер сериала — Майкл Манн. Сразу после выхода на телеэкран сериал был отмечен наградами за лучшее музыкальное сопровождение и спецэффекты.
В отличие от стандартных фильмов о работе полиции, «Полиция Майами» в стилистике опиралась прежде всего на культуру и музыку Новой волны 1980-х. Сериал был признан одним из самых значимых телесериалов всех времён. Журнал People заявил, что «Полиция Майами» «был первым сериалом, который выглядел действительно свежо и необычно, с тех пор как появилось цветное телевидение». С февраля 2008 года NBC начал каждую среду публиковать эпизоды «Полиции Майами» онлайн, предоставляя возможность платной загрузки.
Майкл Манн продолжил работу над экранизацией телесериала, она вышла 28 июля 2006 года.

## Концепция
По слухам, глава Отдела развлекательных передач NBC Брэндон Тартикофф написал меморандум в стиле мозгового штурма, который он назвал просто «Копы MTV». Позже он показал его Энтони Ерковичу, бывшему автору и продюсеру «Блюз Хилл-стрит». Еркович рассказывал, что создал концепцию сериала после изучения законодательных актов о конфискации имущества, которые позволяли правоохранительным органам конфисковать собственность наркоторговцев для служебного пользования. Первоначальной идеей был сериал о парочке порочных копов из Майами. Позже Еркович написал сценарий для двухчасовой пилотной серии под рабочим названием «Золотой Берег», но потом переименовал её в «Ответить за брата» («Brother’s Keeper»). Местом действия нового полицейского сериала Еркович выбрал Южную Флориду. «Полиция Майами» была одной из первых американских телевизионных программ, которые вещались в стереофоническом звуке.

## История создания
Согласно названию (англ. Miami Vice; vice с англ. — «порок»), большинство эпизодов сосредоточено на противостоянии полиции наркоторговле и проституции. Серии зачастую заканчиваются большой перестрелкой, в ходе которой лишаются жизни несколько преступников. Скрытое чувство цинизма и тщетности лежит в основе всего сериала: детективы неоднократно говорят о бесконечной природе наркоторговли, которая заключается в том, что наркокартелям ничего не стоит заменить тех своих людей, которые подверглись правосудию. Исполнительный продюсер Энтони Еркович комментирует это так:
При работе над Hill Street Blues, я, собирая информацию о Майами, думал о нём как о, своего рода, современной американской Касабланке. Получался очень интересный социально-экономический «бутерброд»: огромное число беженцев из Центральной Америки и Кубы, обширное кубинско-американское сообщество и вершина всего этого — наркоторговля. Много всего вращалось именно вокруг наркоторговли — отмывание денег, ростовщики, адвокаты, защищающие контрабандистов. Майами стал чем-то, вроде «Варварского берега» для дикого свободного предпринимательства.
Выбор музыки для сериала подвергся сильному влиянию недавно возникшей культуры Новой волны. Сцены некоторых эпизодов «Полиции Майами» напоминают музыкальный клип. Как отметил Ли Х. Катзин, один из режиссёров сериала, «сюжет написан для аудитории MTV, которой больше интересны образы, эмоции и энергия, чем сюжеты, персонажи и слова». Всё это мгновенно сделало сериал хитом, и уже в первом сезоне он взял 15 номинаций Эмми. Первые серии содержали элементы стандартной работы полиции, но продюсеры вскоре отказались от них в пользу своего стиля. Одним из основных аспектов сериала был принцип «никаких земляных оттенков». Режиссёр Бобби Рот, вспоминает:
Есть некоторые цвета, которые ты не должен снимать, вроде красного и коричневого. Если в сценарии написано: «Здесь проезжает Мерседес», ребята из автопарка покажут три или четыре различных Мерседеса. Один будет белым, другой — чёрным, третий — серебристым. Ты не увидишь красный или коричневый. Майкл знает, как вещи будут смотреться в камере.

### Подбор актёров
Ник Нолти и Джефф Бриджес рассматривались на роль Санни Крокетта, но так как рисковать на телевидении в то время не было принято у кинозвёзд, стали искать других кандидатов. Лэрри Уилкокс из CHiPs также был кандидатом на роль Крокетта, но продюсеры понимали, что переход от одной полицейской роли к другой не даст хороших результатов. После множества кандидатов и дважды отсроченных пилотных съёмок, на роль «плохих» копов отобрали Дона Джонсона и Филиппа Майкла Томаса. Джонсону в то время было 35 лет и у NBC были сомнения относительно его нескольких, более ранних, неудачных пилотных серий, в которых он снимался. В итоге, после двух сезонов Джонсон даже угрожал уходом из сериала. Продюсеры уже готовы были заменить его Марком Хармоном, который недавно сыграл в St. Elsewhere, но Джонсон смягчился и продолжил работу до конца сериала.

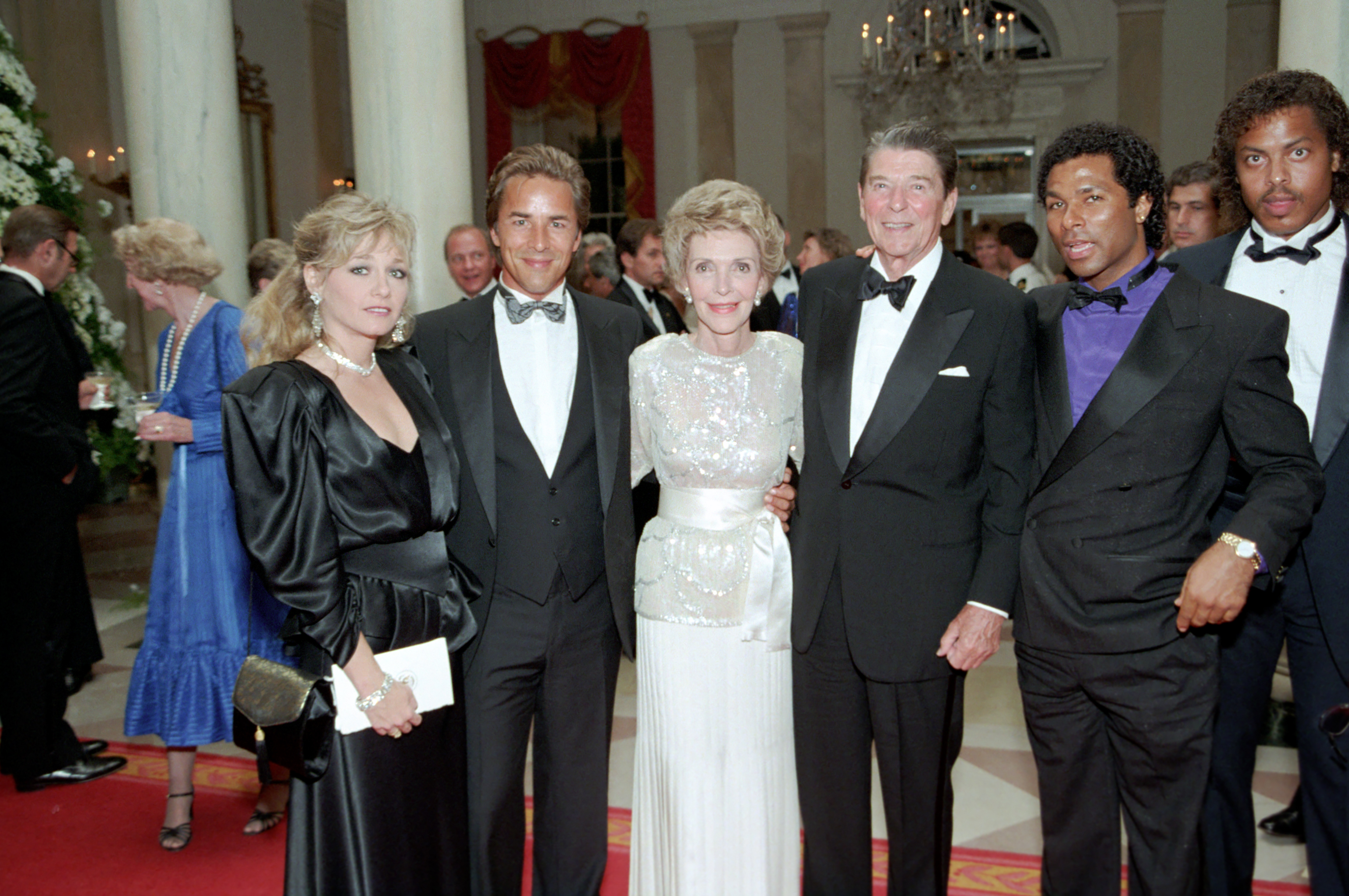
Пэтти Д’Арбанвилл, Дон Джонсон и Филипп Майкл Томас на приёме в Белом Доме (1985)

### Места съёмок
Многие эпизоды сняты на Южном Пляже в Майами-Бич, эту область в то время губили бедность и криминал. Некоторые улицы Южного Пляжа были в таком упадке, что производственная группа решила перекрасить внешние стены некоторых зданий перед съёмкой. Команда проделала титаническую работу, чтобы найти нужные декорации и костюмы. Бобби Рот вспоминает:
Я нашёл дом, который был идеален, но он был выкрашен в какой-то странный бежевый цвет. Художественный отдел немедленно перекрасил дом для меня в полутона. Даже в художественных фильмах люди пытаются создать то, что необходимо, но не более. В «Полиции Майами» мы тоже начали с того, что необходимо, но вышли за эти пределы.
«Полиции Майами» приписывается порождение волны поддержки сохранения известной архитектуры Ар-деко Майами в середине 80-х — начале 90-х; многие из этих зданий (среди них много гостиниц с видом на пляж), которые были отремонтированы именно во время съёмок, сделали Южный Пляж одним из самых популярных мест Южной Флориды.

### Музыка
Сериал Полиция Майами отмечен за инновационное использование музыки, особенно бесчисленных поп- и рок-хитов 80-х и синтезаторной инструментальной музыки Яна Хаммера. В то время как другие сериалы использовали специально написанную для телевидения музыку, Полиция Майами тратила около $10 000 на каждый эпизод для покупки лицензии на оригинальные записи. Использование музыкальных треков в Полиции Майами служило стимулом музыкальным лейблам и исполнителям. Некоторые газеты, вроде USA Today, давали читателям информацию о том, какие песни будут представлены на этой неделе. Среди многих известных групп и исполнителей, которые «делились» музыкой для сериала, были Роджер Долтри, Devo, Джексон Браун, Мит Лоуф, Фил Коллинз, Брайан Адамс, Тина Тёрнер, Питер Гэбриэл, ZZ Top, Dire Straits, Depeche Mode, The Hooters, Iron Maiden, The Alan Parsons Project, Godley & Creme, Кори Харт, Glenn Frey, U2, Frankie Goes to Hollywood, Foreigner, The Police, Red 7 (проект Майка Резерфорда), Лаура Браниган, Тед Ньюджент, Suicidal Tendencies, The Damned и Билли Айдол. Несколько исполнителей даже снялись в эпизодах, включая Фила Коллинза, Майлза Дэвиса, The Power Station, Glenn Frey, Вилли Нельсона, Теда Nugent, Фрэнка Заппа, The Fat Boys и Sheena Easton. Одной из знаковых стала сцена, в которой Крокетт и Таббс едут по ночному Майами под хит Фила Коллинза «In the Air Tonight». Поздний хит Коллинза, «Take Me Home», использовался в премьере второго сезона, а трек Genesis, «Land of Confusion», использовался в финальном эпизоде сериала «Свободное падение».
Ян Хаммер отдаёт должное исполнительному продюсеру Майклу Манну за предоставление большой творческой свободы в оформлении сериала. Это сотрудничество привело к незабываемым инструментальным партиям, включая заглавную тему сериала, которая поднялась на вершину чартов в ноябре 1985 года, и стала первой темой из телесериала, которая сделала это, со времён Питера Ганна. Ни одна другая телевизионная тема не поднималась на вершину чартов синглов с тех пор. Оригинальный саундтрек Полиции Майами, с композициями Яна Хаммера и Гленна Фрая, оставался на вершине американского чарта в течение 11 недель в 1985-м, что сделало его самой успешной музыкой из телесериала в истории телевидения. «Miami Vice Theme» была так популярна, что также получила две премии Грэмми в 1986 году. «Crockett’s Theme» — другая, часто повторяющаяся мелодия из сериала, стала хитом № 1 в нескольких европейских странах в 1987 году.
В течение показа были выпущены три официальных альбома с оригинальной музыкой из сериала, также Хаммер выпустил несколько альбомов со своей музыкой к сериалу; среди них Escape from Television (1987), Snapshots (1989) и, после бесчисленных требований от фанатов, Miami Vice: The Complete Collection (2002).

### Мода
Одежда в Полиции Майами существенно повлияла на моду. Она сделала популярным, если не изобрела, стиль «футболка под пиджаком от Армани» и популяризовала итальянскую мужскую моду в Соединённых Штатах. Типичный костюм Дона Джонсона из итальянского пиджака, футболки, белых льняных штанов и мокасинов на босу ногу стал хитом. Даже постоянно небритая внешность Крокетта вызвала спрос в мире моды, вдохновляя мужчин всегда носить небольшую щетину, также известную как «пятичасовая тень» (или «щетина дизайнера»). В среднем, в эпизоде Крокетт и Таббс носили пять-восемь разных комплектов одежды, появляясь в оттенках розового, синего, зелёного, персикового, фуксии и других «одобренных» сериалом цветов. Дизайнеры Витторио Риччи, Джанни Версаче и Hugo Boss давали свои советы, чтобы главные мужские роли выглядели модно. Художник по костюмам Бэмби Брикстоун, который ездил в Милан, Париж и Лондон в поисках новой одежды, утверждал, что «концепция сериала должна быть на вершине всех последних модных тенденций в Европе». Джоди Тиллен, художник по костюмам в первом сезоне, наряду с Майклом Манном, задал стилистику. Изобилие пастельных цветов было отражено и в архитектуре Ар-деко Майами.
В течение пятилетнего показа потребительский спрос на клубные пиджаки, солнечные жакеты и светлые пастели увеличился невероятно. Компания AfterSix даже создала линию жакетов Полиция Майами, марка Kenneth Cole представила обувь Crockett и Tubbs, а Macy’s открыл секцию Miami Vice в отделе для молодых людей. Крокетт также увеличил популярность Ray-Ban, нося пару солнечных очков Ray-Ban Wayfarer (модель L2052, Mock Tortoise), что увеличило продажи Ray Ban до 720 000 единиц в 1984 году. Весной 1986 года в продажу поступила электрическая бритва под названием Stubble Device, которая позволяла пользователям иметь щетину, как у героя Дона Джонсона. Первоначально Wahl Clipper Corp. назвал её Miami Device, но в конце концов компания решила избежать судебного иска из-за нарушения прав продюсеров сериала на торговую марку и изменила название устройства. Многие из стилей, которые демонстрирует это телешоу, типа футболок под пастельными костюмами, отсутствие носков, закатанные рукава и солнечные очки Ray-Ban, сегодня стали стандартным образом культуры 80-х. Влияние Полиции Майами продолжалось до начала 90-х, и в некоторой степени всё ещё сохраняется сегодня.

### Оружие
Сериал Полиция Майами также рекламировал некоторые марки огнестрельного оружия и аксессуаров. Galco International назвала свою кобуру «Miami Classic» после того, как её использовал Дон Джонсон. Когда кобура перестала удовлетворять Джонсона, Jackass Leather Company (позже переименованная в Galco International), отправила своего президента, Рика Галлагера, чтобы тот лично вручил Дону Джонсону «Original Jackass Rig», который был позже переименован в «Galco Miami Classic».
Bren Ten, изготовленный в Dornaus & Dixon, — хромированный пистолет, используемый Доном Джонсоном во время первых сезонов. Он оставался у Крокетта в первых двух сезонах, пока Dornaus & Dixon не закрылись в 1986-м. Тогда Smith & Wesson предложили свой контракт, чтобы вооружить персонажа Джонсонa пистолетом S&W Model 645 в третьем сезоне.

### Автомобили

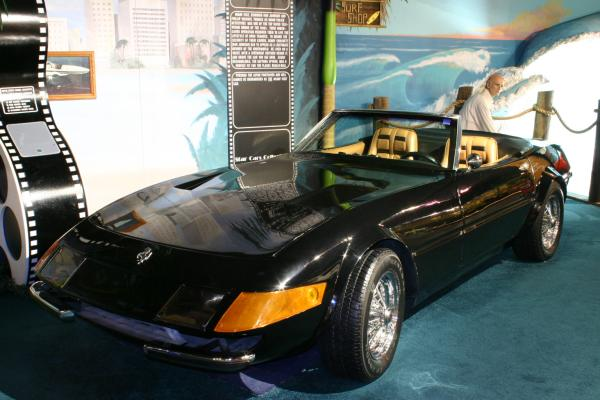
Реплика Ferrari Daytona Spyder '72 (на самом деле модифицированный Chevrolet Corvette), один из автомобилей, на котором ездил Санни Крокетт в Полиции Майами

Два автомобиля в Полиции Майами очень примечательны: Ferrari Daytona и Ferrari Testarossa. В течение первых двух сезонов и двух эпизодов третьего сезона детектив Крокетт ездит на чёрном Ferrari Daytona Spyder 365 GTS/4 1972 года. Фактически, автомобиль был не Ferrari, а его точной копией, созданной на базе Chevrolet Corvette C3 1980 года. Автомобиль имел панели кузова от Ferrari, изготовленные ателье McBurnie. Когда автомобиль стал знаменитым, Энцо Феррари подал иск, требуя от McBurnie прекратить производство и продажу точных копий Феррари. В результате этот автомобиль использовался лишь до 3-го сезона, когда он был взорван в первом же эпизоде. Фальшивые Ferrari канули в лету, а Энцо Феррари подарил две совершенно новые Testarossa 1986 года в качестве замены.
Съёмочная команда имела ещё одну Testarossa, копию для трюков. Карл Робертс, который ранее работал с фальшивой Daytona, предложил собрать автомобиль для трюков. Робертс решил использовать De Tomaso Pantera 1972, который имел ту же колёсную базу, что и Testarossa, и был идеален для установки кузовных панелей. Автомобили постоянно ремонтировались, чтобы выдерживать ежедневное использование, и продолжали ездить до конца сериала.
Напарник Крокетта, Рикардо Таббс, ездил на Cadillac Coupe de Ville Convertible 1963 года. Стэн Свитек ездил на бирюзовом Ford Thunderbird 1963-го. Когда Стэн и Ларри Зито работают под прикрытием, они находятся в фургоне Dodge Ram Van. Другие известные автомобили, которые есть в Полиции Майами, — это Lamborghini, AMG Mercedes-Benz, BMW, Maserati, Lotus, DeLorean, Porsche и Corvette. Американские «мускул-кары», такие, как GTO, Trans Am, Mustang, Chevrolet Camaro и Plymouth Barracuda также часто использовались в сериале.

### Суда
Во всех сериях Санни Крокетт жил на парусной яхте Endeavour 42 под названием «St. Vitus Dance», которая в 1986 году стоила $120 000 (однако, в пилотном эпизоде Крокетт живёт на Endeavour 40). Популярность парусных яхт была такой большой, что Endeavour 42, использованный для сезона 1986 года, продали паре со Среднего Запада, а Endeavour 40, парусная яхта из пилотной серии, была продана фрахтовой службе в Форт-Лодердейл. В то же время Endeavour уже строил новый 42 для сезона 1987 года.
Крокетт также управляет 39-футовым Chris Craft Stinger 390 в первом сезоне и Wellcraft 38 Scarab KV в остальных сериях. Scarab 38 KV была 28-цветной лодкой, которую продали за 130 000 долларов в 1986-м году.
Лодка Scarab 38 KV, используемая в Полиции Майами, стала очень популярной. Wellcraft подвергся «шквалу заказов», что увеличило продажи на 21% только за один год. В качестве благодарности Wellcraft подарил Дону Джонсону точный дубликат лодки. Позже Джонсон часто приплывал на ней на съёмочную площадку. В общей сложности Wellcraft сделал сто копий лодки (под названием «Scarab 38KV Miami Vice Edition»). Графику и цветовые схемы Полиции Майами, включающие бирюзовый цвет, аква и орхид, возможно было заказать для нанесения на любую другую модель «Scarab» от 20-ти до 38-ти футовой.
Дон Джонсон разработал и свой 43-футовый Scarab Excel Don Johnson Signature Series (DJSS). Don Johnson Signature Series был оснащён двойными 650-сильными двигателями Lamborghini V-12, что вызывало проблему в дизайне лодки из-за их громоздкости. Стоимость лодки составляла 300 000 долларов, из которых один только двигатель стоил 60-70 тысяч долларов. Жажда острых ощущений вынудила Джонсона создать свою собственную команду для гонок на моторных катерах, под названием Team USA. К нему присоединились другие кинозвёзды Голливуда, такие, как Курт Рассел и Чак Норрис. В итоге Джонсон выиграл Морской Мировой Кубок в 1988-м и продолжил участвовать в гонках и в 90-е.

## Актёры и персонажи

### Основные персонажи
- Дон Джонсон — Джеймс «Санни» Крокетт — детектив под прикрытием полицейского департамента Метро-Дейд. Ветеран Вьетнамской войны. В юности был футбольной звездой Флоридского университета, однако получил травму колена, положившую конец его спортивной карьере. Затем он был призван армией США и служил в 1-й кавалерийской дивизии и силах специального назначения. В 1975 году он стал офицером патрульной службы Метро-Дейд, а затем детективом под прикрытием, работая в отделе нравов.
- Филип Майкл Томас — Рикардо «Рико» Таббс — бывший детектив из полиции Нью-Йорка, который отправляется в Майами в целях личной мести против Кальдерона, человека, по приказу которого был убит его старший брат — полицейский Рафаэль.
- Эдвард Джеймс Олмос — Мартин Кастилло — лейтенант полиции, руководитель отдела нравов, пришёл на смену убитому Лу Родригесу[52]. Немногословен, вне работы ведёт отшельнический образ жизни. В прошлом работал в Управлении по борьбе с наркотиками в Золотом треугольнике в Юго-Восточной Азии[53].
- Сандра Сантьяго — Джина Наварро Калабриз — бесстрашная женщина-детектив, которая после развода Крокетта имела с ним короткий роман. Даже после того, как их отношения не продвинулись, у них все еще есть сильная дружба.
- Оливия Браун — Труди Джоплин — детектив отдела нравов, напарница Джины.
- Майкл Тэлботт — Стэнли «Стэн» Свитек — хороший полицейский и друг Ларри. Специалист — электронщик. Владеет снайперским оружием. В последних сериях имеет проблемы с азартными играми. Фанат Элвиса Пресли.
- Джон Дил (1984—1987) — Лоуренс «Ларри» Зито — детектив отдела нравов, напарник Стэна. Был убит при исполнении служебных обязанностей.
- Грегори Сьерра (1984) — Лу Родригес — лейтенант полиции, руководитель отдела нравов. Смертельно ранен в четвертом эпизоде убийцей, нанятым, чтобы убить Крокетта.

### Второстепенные персонажи
- Мартин Ферреро (1984—1989) — Исидор «Иззи» Морено — мелкий преступник и информатор Крокетта и Таббса.
- Пэм Гриер (1985, 1989) — Валери Гордон — офицер полиции Нью-Йорка и подруга Таббса.
- Шина Истон (1987—1988) — Кейтлин Дэвис-Крокетт — поп-певица, которой в качестве телохранителя назначен Крокетт, за ее показания при расследовании рэкета. Защищая Кейтлин, Санни влюбляется в нее, и они вступают в брак[54]. Через несколько месяцев после их брака Кейтлин убивает один из давних врагов Крокетта. Санни позже узнает, что она была на седьмой неделе беременности, что вызвало у него дальнейшие эмоциональные потрясения[55].
- Белинда Монтгомери (1984, 1987, 1989) — Кэролайн Крокетт/Баллард — бывшая жена Крокетта.

## Эпизоды
Сценарии серий были основаны на реальных преступлениях, которые происходили в Майами в эти годы. В течение сериала также поднимались острые политические проблемы, например, конфликт в Северной Ирландии, проблема ветеранов Вьетнамской войны, проблема наркотрафика из Южной Америки, ситуация вокруг кубинских партизан в изгнании, поддержка американским правительством антикоммунистически настроенных генералов и диктаторов в Юго-Восточной Азии и Южной Америке, независимо от их взглядов на права человека. Несколько эпизодов повествовали о скандале вокруг Речной полиции Майами (когда узкий круг коррумпированных полицейских занимался кражами, торговлей наркотиками и убийствами). В сериале были отражены и личные проблемы героев: в начале сериала Крокетт разводится со своей женой Кэролайн (Белинда Монтгомери), а позже его вторую жену, Кэйтлин Дэвис (Шина Истон) убивает один из его врагов. В трёх эпизодах — «Зеркальное отражение», «Захват заложника» и «Искупление кровью» — у Крокетта из-за взрыва происходит кратковременная амнезия, вызванная сотрясением мозга и он начинает верить, что он Санни Бёрнетт, контрабандист и посредник между наркоторговцами (согласно оперативной легенде). У Таббса личная «вендетта» с семейством Кальдерон, член которого заказал смерть его брата Рафаэля, полицейского детектива из Нью-Йорка.
В первых сезонах стиль был довольно лёгким, особенно когда появились смешные персонажи типа Нуги Ламонта (Чарли Барнетт) и Иззи Морено (Мартин Ферреро). Позже содержание стало мрачным и циничным, когда Крокетт и Таббс стали бороться с коррупцией. Как правило, такие мрачные эпизоды не имели развязки и каждый эпизод заканчивался сразу после кульминационного момента, который почти всегда демонстрировал насилие и смерть, что часто придавало эпизодам, особенно в более поздних сезонах, отчаянность и иногда нигилистическое чувство, несмотря на гламур торговых марок и богатую жизнь. Из-за своей мрачности «Полиция Майами» часто подаётся как пример неонуара. Майклу Манну, который был исполнительным продюсером всех пяти сезонов, часто приписывают титул одного из самых влиятельных режиссёров этого жанра.
Так же, в телесериале неоднократно поднимается тема крайней бедности полицейских, нищета которых зачастую толкает одних служителей закона на преступления и коррупцию, с которой же другие их коллеги и борются. Так, например, в одной из серий упоминается, что, несмотря на дорогую одежду, яхты, катера и машины, которыми пользуются для прикрытия главные герои, Крокет живёт в долгах у банка, а у Таббса на счету всего 620 долларов.

## Реакция

### Награды и номинации
| Год  | Премия                                    | Категория                                                                 | Лауреаты и номинанты | Результат |
| ---- | ----------------------------------------- | ------------------------------------------------------------------------- | --- | --------- |
| 1985 | «Эмми»                                    | Лучший драматический сериал                                               | Ричард Брамс, Джордж И. Кросби, Майкл Манн, Джон Николелла, Лиам О’Брайан, Мел Своуп, Энтони Еркович | Номинация |
| 1985 | «Эмми»                                    | Лучшая мужская роль в драматическом телесериале                           | Дон Джонсон | Номинация |
| 1985 | «Эмми»                                    | Лучшая мужская роль второго плана в драматическом телесериале             | Эдвард Джеймс Олмос | Победа    |
| 1985 | «Эмми»                                    | Лучшая режиссура драматического телесериала                               | Ли Х. Кацин (эпизод «Буги Нуги») | Номинация |
| 1985 | «Эмми»                                    | Лучшая режиссура драматического телесериала                               | Пол Майкл Глейзер (эпизод «Блюз контрабандиста») | Номинация |
| 1985 | «Эмми»                                    | Лучший сценарий драматического телесериала                                | Энтони Еркович (эпизод «Хранитель брата») | Номинация |
| 1985 | «Эмми»                                    | Лучшая музыка к сериалу                                                   | Ян Хаммер (эпизод «Эван») | Номинация |
| 1985 | «Эмми»                                    | Лучшая операторская работа в сериале                                      | Боб Коллинз (эпизод «Хранитель брата») | Победа    |
| 1985 | «Эмми»                                    | Лучшая операторская работа в сериале                                      | Дюк Каллаган (эпизод «Нет выхода») | Номинация |
| 1985 | «Эмми»                                    | Лучшая работа художника в сериале                                         | Джеффри Ховард, Роберт Лейси-младший (эпизод «Нет выхода») | Победа    |
| 1985 | «Эмми»                                    | Лучшие костюмы в сериале                                                  | Джоди Тиллен (эпизод «Нет выхода») | Номинация |
| 1985 | «Эмми»                                    | Лучший монтаж телесериала                                                 | Майкл Б. Хогган (эпизод «Блюз контрабандиста») | Номинация |
| 1985 | «Эмми»                                    | Лучший монтаж телесериала                                                 | Роберт А. Дэниелс (эпизод «Эван») | Номинация |
| 1985 | «Эмми»                                    | Лучший монтаж звука в сериале                                             | Брюс Белл, Джерри Сэнфорд Коэн, Виктор Б. Лэки, Иэн Макгрегор-Скотт, Карл Махакян, Чак Моран, Джон Эттингер, Берни Пинкус, Уоррен Смит, Брюс Стэмблер, Майк Уилхойт, Пол Виттенберг, Кайл Райт (эпизод «Хранитель брата») | Победа    |
| 1985 | «Эмми»                                    | Лучший монтаж звука в сериале                                             | Джерри Сэнфорд Коэн, Скотт Хекер, Джон А. Ларсен, Гарри Б. Миллер III, Роберт Ратледж, Норто Сепульведа, Гэри Воэн, Джей Уилкинсон (эпизод «Блюз контрабандиста»)                                                         | Номинация |
| 1985 | Премия Ассоциации телевизионных критиков  | Программа года                                                            | | Номинация |
| 1985 | Премия Ассоциации телевизионных критиков  | Выдающиеся достижения в драме                                             | | Номинация |
| 1985 | Премия Гильдии режиссёров Америки         | Лучшая режиссура драматического сериала                                   | Пол Майкл Глейзер (эпизод «Блюз контрабандиста») | Номинация |
| 1985 | People’s Choice Awards                    | Любимая новая ТВ-драма                                                    | | Победа    |
| 1985 | People’s Choice Awards                    | Любимый драматический актёр ТВ                                            | Дон Джонсон | Номинация |
| 1986 | «Эмми»                                    | Лучшая мужская роль второго плана в драматическом телесериале             | Эдвард Джеймс Олмос | Номинация |
| 1986 | «Эмми»                                    | Лучшая музыка к сериалу                                                   | Ян Хаммер (эпизод «Бусидо») | Номинация |
| 1986 | «Эмми»                                    | Лучший монтаж сериала, снятого одной камерой                              | Роберт А. Дэниелс (эпизод «Куда не ходят автобусы») | Номинация |
| 1986 | «Эмми»                                    | Лучшее сведение звука в драматическом сериале                             | Рик Александер, Энтони Константини, Дэниел Дж. Лихи, Майкл Р. Тромер (эпизод «Флоренция») | Номинация |
| 1986 | «Золотой глобус»                          | Лучший драматический сериал                                               | | Номинация |
| 1986 | «Золотой глобус»                          | Лучшая мужская роль в драматическом сериале                               | Дон Джонсон | Победа    |
| 1986 | «Золотой глобус»                          | Лучшая мужская роль в драматическом сериале                               | Филип Майкл Томас | Номинация |
| 1986 | «Золотой глобус»                          | Лучшая мужская роль второго плана — мини-сериал, телесериал или телефильм | Эдвард Джеймс Олмос | Победа    |
| 1986 | Премия Гильдии сценаристов США            | Лучший сценарий в эпизоде драматического сериала                          | Энтони Еркович (эпизод «Хранитель брата») | Победа    |
| 1986 | Премия Американской ассоциации монтажёров | Лучший монтаж эпизода в сериале                                           | Майкл Б. Хогган (эпизод «Блюз контрабандиста») | Номинация |
| 1986 | People’s Choice Awards                    | Любимая ТВ-драма                                                          | | Победа    |
| 1987 | «Золотой глобус»                          | Лучший драматический сериал                                               | | Номинация |
| 1987 | «Золотой глобус»                          | Лучшая мужская роль в телевизионном драматическом сериале                 | Дон Джонсон | Номинация |
| 1988 | «Эмми»                                    | Лучший монтаж звука в драматическом сериале                               | Джо Ситарелла, Джо Фоглия, Гровер Хелсли, Рэй Уэст (эпизод «Подобно урагану») | Номинация |
| 1989 | «Золотой глобус»                          | Лучшая мужская роль второго плана — мини-сериал, телесериал или телефильм | Эдвард Джеймс Олмос | Номинация |

### Телевизионные рейтинги
| Сезон | Кол-во эпизодов | Первый эпизод сезона  | Первый эпизод сезона          | Последний эпизод сезона | Последний эпизод сезона       | Средняя аудитория (в миллионах) |
| Сезон | Кол-во эпизодов | Дата                  | Кол-во зрителей (в миллионах) | Дата                    | Кол-во зрителей (в миллионах) | Средняя аудитория (в миллионах) |
| ----- | --------------- | --------------------- | ----------------------------- | ----------------------- | ----------------------------- | ------------------------------- |
| 1     | 22              | 16 сентября 1984 года | 19,3                          | 10 мая 1985 года        | 13,8                          |                                 |
| 2     | 22              | 27 сентября 1985 года | 19,9                          | 9 мая 1986 года         |                               | 18,3                            |
| 3     | 24              | 26 сентября 1986 года | 15,2                          | 8 мая 1987 года         |                               | 14,7                            |
| 4     | 22              | 25 сентября 1987 года |                               | 6 мая 1988 года         |                               | 12,5                            |
| 5     | 21              | 4 ноября 1988 года    |                               | 25 января 1990 года     |                               |                                 |

## Влияние
Полиция Майами был новаторским телесериалом о полицейских 1980-х годов. Он оказал заметное влияние на поп-моду десятилетия и задал тон эволюции жанра полицейской драмы. Такие сериалы как Убойный отдел, Полиция Нью-Йорка и франшиза Закон и порядок хотя и заметно отличались по стилю и тематике от Полиции Майами, последовали его примеру в нарушении границ жанра; Дик Вульф, создатель и исполнительный продюсер франшизы Закон и порядок, был сценаристом, а позже исполнительным продюсером Полиции Майами.
Сериал было настолько влиятельным, что стиль Полиции Майами часто копировался или упоминался большей частью современной поп-культуры, чтобы указать или подчеркнуть 1980-е. В качестве примера можно привести «Эпизод, где все вспоминают свои Дни благодарения» американского ситкома «Друзья». Во флэшбэк-сцене из 1980-х персонажи Росса и Чендлера одеты в костюмы пастельных тонов с закатанными рукавами, как у Санни Крокетта.
Компьютерная игра Grand Theft Auto: Vice City, изданная Rockstar Games в 2002 году, в значительной степени вдохновлена Полицией Майами. События игры происходят в 1980-е годы в вымышленном городе Вайс-Сити, прототипом которого послужил Майами. Один из главных героев, Лэнс Вэнс, был озвучен Филиппом Майклом Томасом. При достижении игроком трёх звёзд уровня розыска полицией часто можно наблюдать, как кроме полицейских приезжают работники органов правопорядка в гражданской одежде на полицейской модификации автомобиля Cheetah (прототип — Ferrari Testarossa). Многие композиции из сериала появились в игре, в том числе «Crockett’s Theme», играющая на вымышленной радиостанции Emotion 98.3.
Сериал также оказал длительное влияние на сам Майами. Его популярность привлекла большое внимание СМИ к началу оживления районов Саут-Бич и ар-деко в Майами-Бич, а также других районов Большого Майами, увеличив туризм и поток инвестиций.

## Производные и сопутствующие проекты

### Издания на цифровых носителях
| Сезон | Сезон | Сезон | Дата выхода DVD | Дата выхода DVD | Дата выхода DVD | Дата выхода Blu-ray Disc | Дата выхода Blu-ray Disc |
| Сезон | Сезон | Сезон | Регион 1        | Регион 2        | Регион 4        | Регион A                 | Регион B                 |
| ----- | ----- | ----- | --------------- | --------------- | --------------- | ------------------------ | ------------------------ |
|       | 1     | 1     | 8 февраля 2005  | 25 апреля 2005  | 13 июля 2005    |                          |                          |
|       | 2     | 2     | 22 ноября 2005  | 24 июля 2006    | 20 июля 2006    |                          |                          |
|       | 3     | 3     | 20 марта 2007   | 14 мая 2007     | 5 июля 2007     |                          |                          |
|       | 4     | 4     | 20 марта 2007   | 13 августа 2012 | 4 декабря 2007  |                          |                          |
|       | 5     | 5     | 26 июня 2007    | 26 декабря 2007 | 29 июля 2009    |                          |                          |
|       | Все   | Все   | 13 ноября 2007  | 8 октября 2007  | 29 июля 2009    | 11 октября 2016          | 12 декабря 2016          |